# Robert Lauth
Robert Lauth (* 6. Juni 1896 in Ludwigshafen am Rhein; † 27. Dezember 1985 ebenda) war ein Pfälzer Landschaftsmaler.
Beeinflusst haben ihn insbesondere die französischen Impressionisten, deren Werke er in Paris studierte. 1952 gründete er zusammen mit einigen Malerkollegen die Ludwigshafener Künstlervereinigung "Der Anker", die bis heute existiert.

## Werk
Seine Motive kreisen primär um die Landschaft seiner Heimat Pfalz sowie der Länder, die er bereiste. Ausgiebige Studienreisen unternahm er an das französische und italienische Mittelmeer und nach Paris. In seinen leichten, luftigen Frühlingsbildern mit blühenden Mandelbäumen, Wingerten und sanften Hügeln der Pfälzer Landschaft brachte er die atmosphärische Stimmung der Landschaft zum Ausdruck.
Wiederholt stellte er seine Bilder mit Max Slevogt und Hans Purrmann in Ludwigshafen und Neustadt aus. Er war Mitglied in der 1922 gegründeten Arbeitsgemeinschaft Pfälzer Künstler (APK), in der auch Slevogt und Purrmann aktiv waren.
Werke befinden sich in der ständigen Sammlung des Museum Pfalzgalerie Kaiserslautern und des Wilhelm-Hack-Museums Ludwigshafen.
Als Anerkennung für sein Lebenswerk widmete ihm seine Heimatstadt Ludwigshafen am Rhein eine Straße.
In einer 2017 erschienenen Monographie unter dem Titel „Ich habe mich nur der Kunst gewidmet – Vom NS-Täter zum Ehrenbürger – Briefe eines KZ-Kommandanten“, versucht Horst Decker durch die Analyse der Feldpostbriefe Robert Lauths eine Mitschuld des Luftwaffen-Offizier bei der Rekrutierung, Internierung und Deportation jüdischer Zwangsarbeiter nachzuweisen.